# Melchitská archieparchie akkonská
Melchitská archieparchie akkonská je archieparchie melchitské řeckokatolické církve, která je bezprostředně podřízena patriarchovi. Pod její jurisdikci spadají věřící melchitského ritu v Galileji, Izraeli a v Zajordánsku.

## Historie
Původní diecéze vznikla asi ve 3. století, byla známa jako Ptolemais ve Fénicii, v době křížových výprav byla známa jako Svatý Jan v Akko. Roku 1753 vznikla jako samostatná melchitská eparchie.

## Seznam biskupů
- Macaire Ajemi (1759–1774, rezignoval)
- Michel (Germanos) Adam (1774–1777, jmenován archieparchou aleppským)
- Macarios Fakhoury (?–1794)
- Macarios Nahas (1795–1809)
- Habib Theodosius (1809–1833)
- Michel Bahouth, B.S. (1836–1856, melchitský patriarcha)
- Hanna Jussef-Sayur (1856–1865, melchitský patriarcha)
- Agapio Dumani, B.S. † (1864–1893)
- Athanase Sabbagh, B.S. (1894–1899)
- Grégoire Haggiar, B.S. (1901–1940)
  - Sede vacante (1940–1943)
- Georges Hakim (1943–1967, melchitský patriarcha)
- Joseph-Marie Raya (1968–1974, rezignoval)
- Maximos Salloum (1975–1997, rezignoval)
- Pierre Mouallem, S.M.S.P. (1998–2003, rezignoval)
- Elias Chacour (2006–2014, rezignoval)
  - Moussa El-Hage, O.A.M. (2014) (apoštolský administrátor)
- Georges Bacaouni (2014–2018, archieparchou bejrútským)

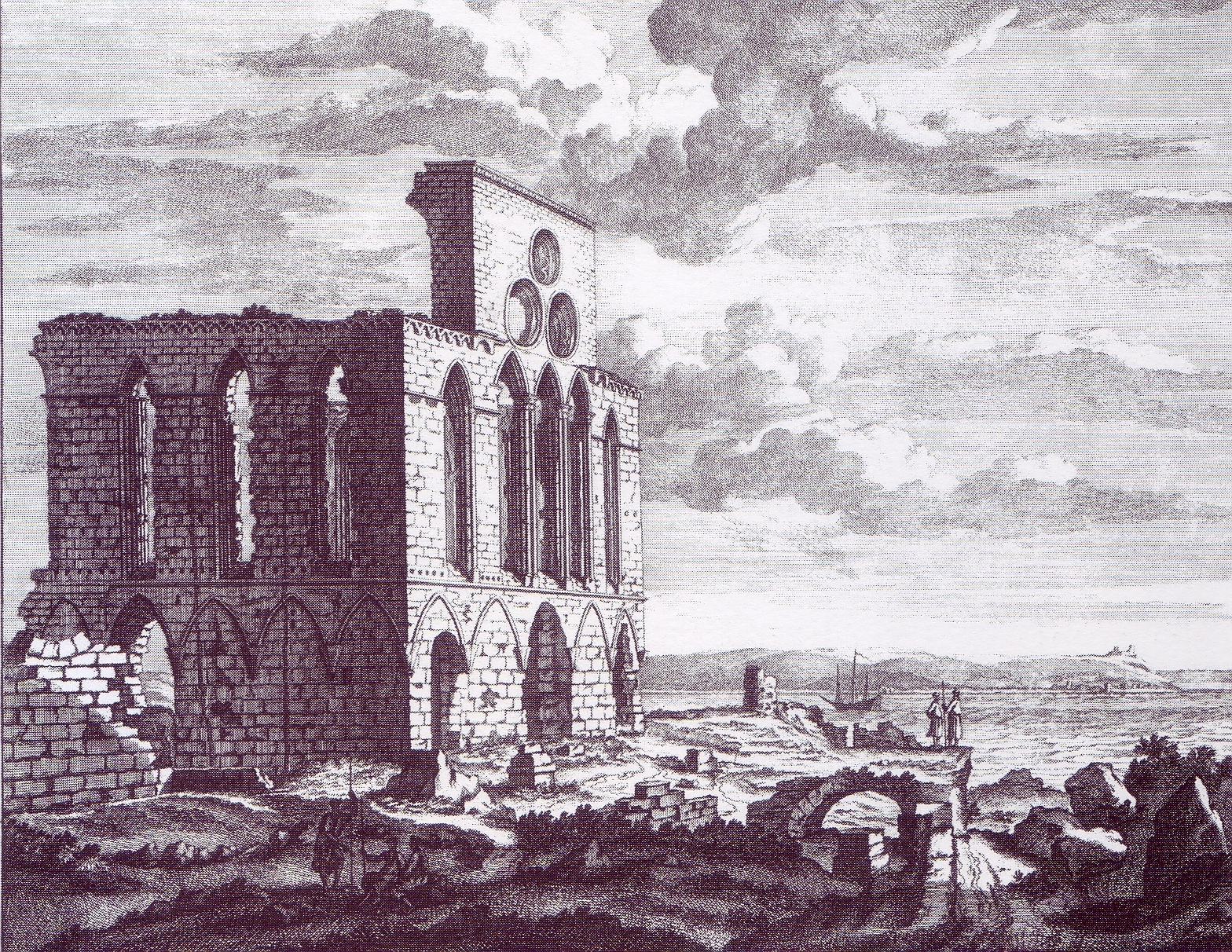
Středověký kostel sv. Jana (Ondřeje) v Akkonu, mědirytina z roku 1682

- Jussef Matta (od 18. března 2019)

## Sídla a chrámy
- Kostel sv. Ondřeje v Akkonu
- Kostel sv. Jana Evangelisty v Deir Hanna
- Kostel sv. Petra a Pavla v Džiši
- Katedrála sv. Eliáše v Haifě
- Kostel sv. archanděla Gabriela v Haifě
- Kostel Panny Marie v Haifě
- Kostel sv. Mariam Baourdyové v Churfejši
- Chrám sv. Jiří v Jaffě
- Katedrála Zvěstování v Jeruzalémě
- Kostel sv. Jiří v Ma'alot-Taršicha
- Kostel sv. Jiří v Magharu
- Kostel Zvěstování na křižáckém hradě v Mi'ilje
- Kostel v synagoze Kristova dětství v Nazaretu
- Ermitáž Netofa nad obcí Hararit v Galileji
- Kostel Panny Marie v Rejne
- Kostel sv. Konstantina a sv. Heleny ve Šfar'amu
- Kostel sv. Jiří v Taibechu
- Kostel sv. Petra v Tiberiasu

## Galerie

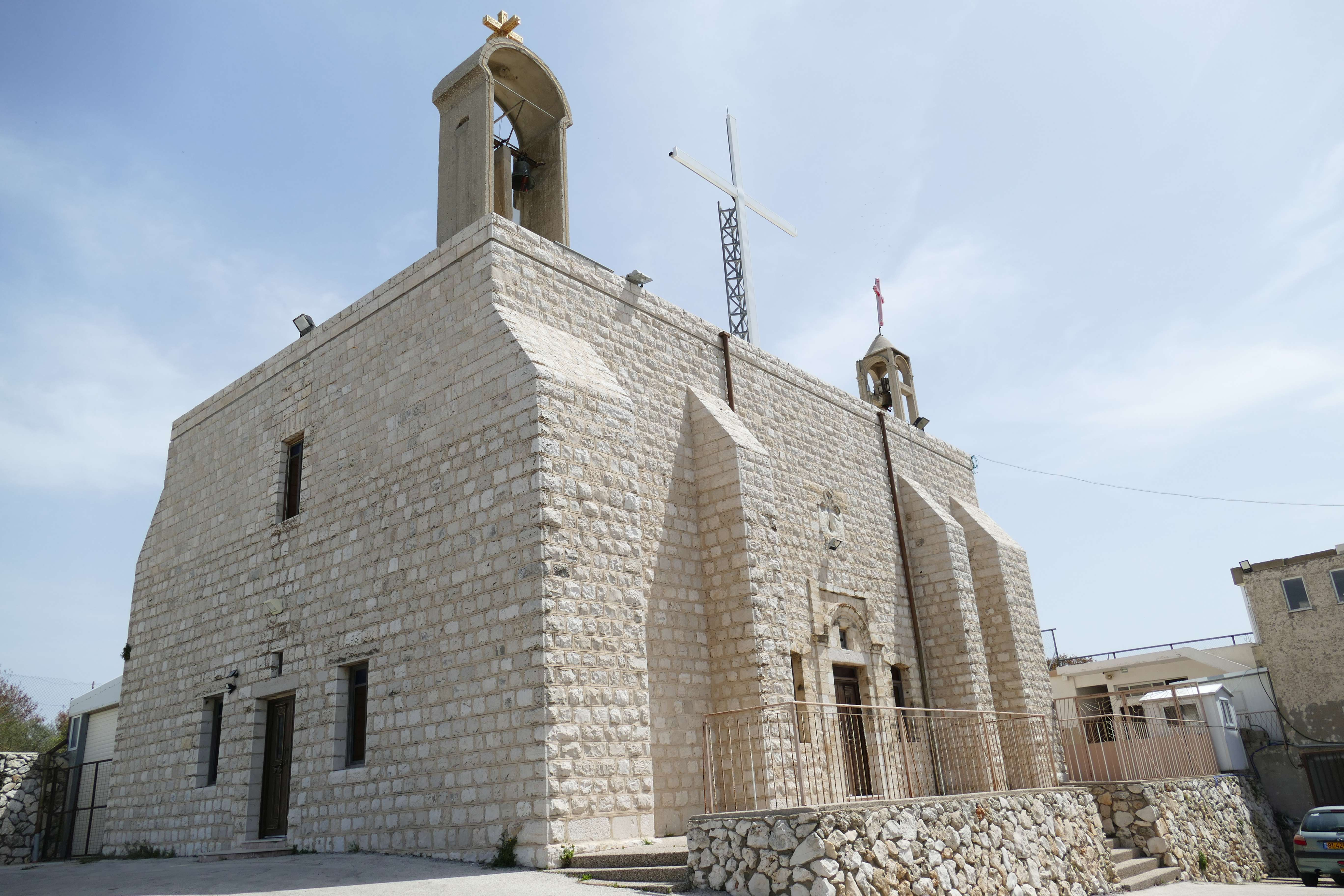
Džiš
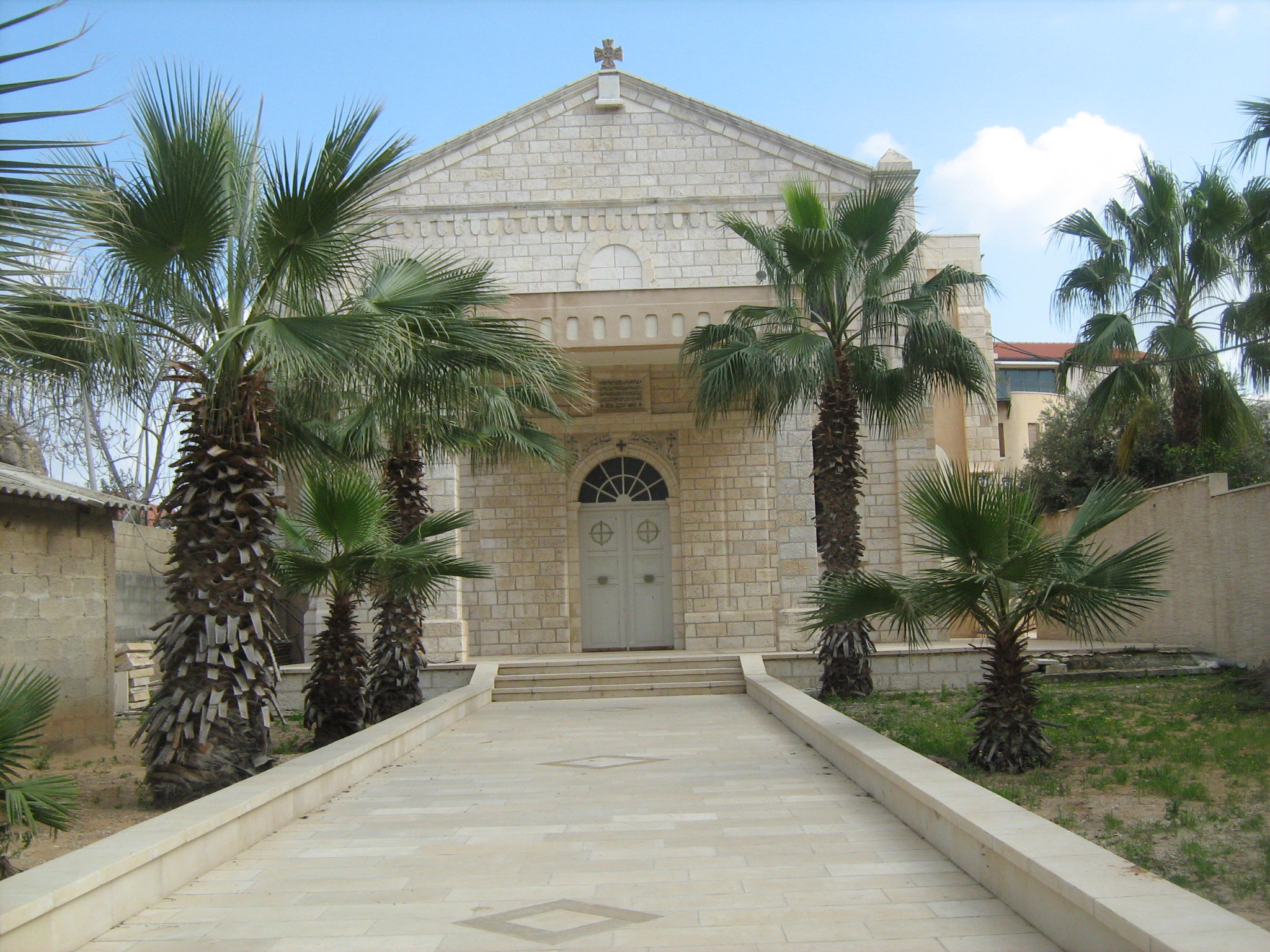
Jaffa
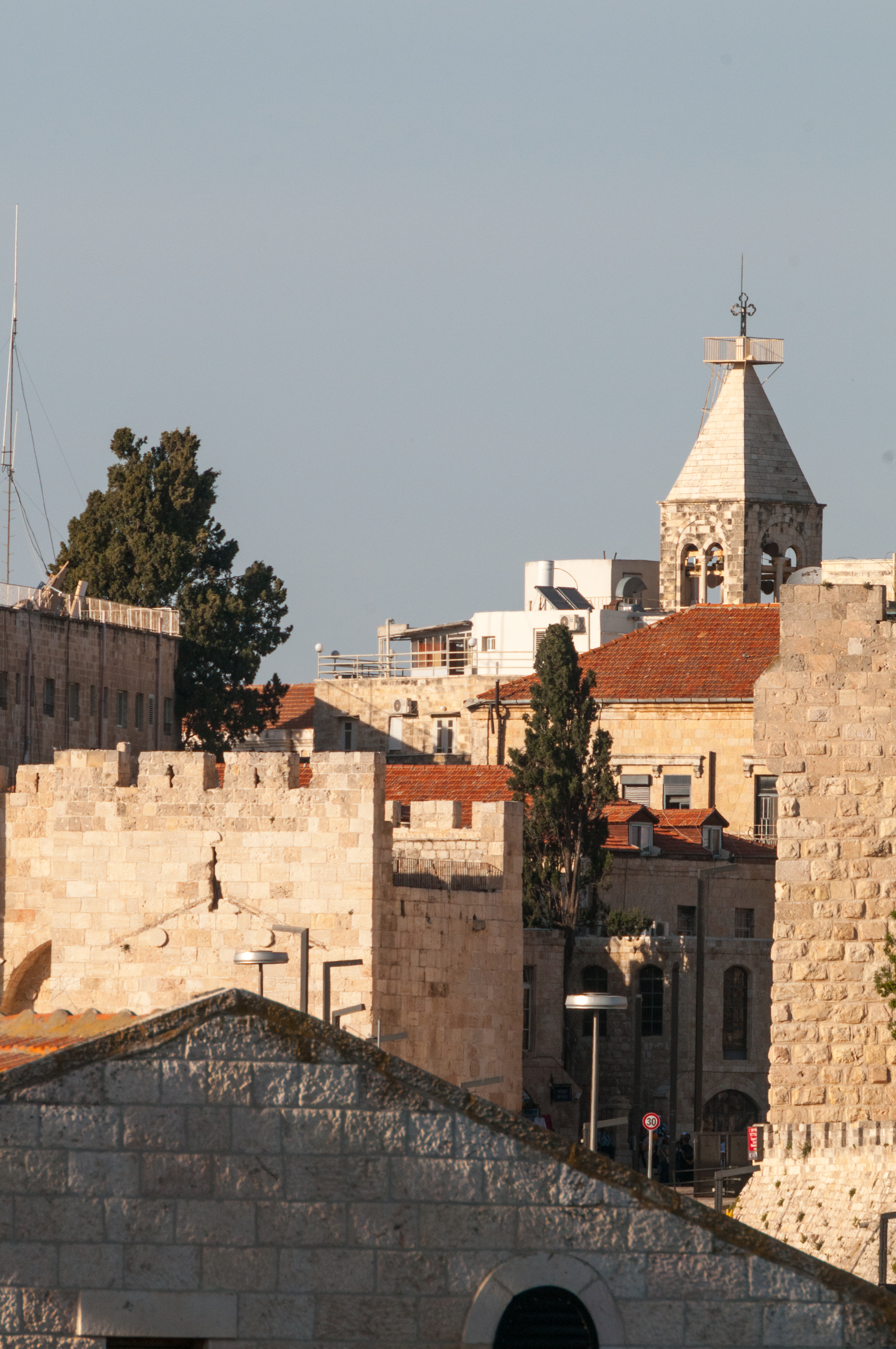
Jeruzalém
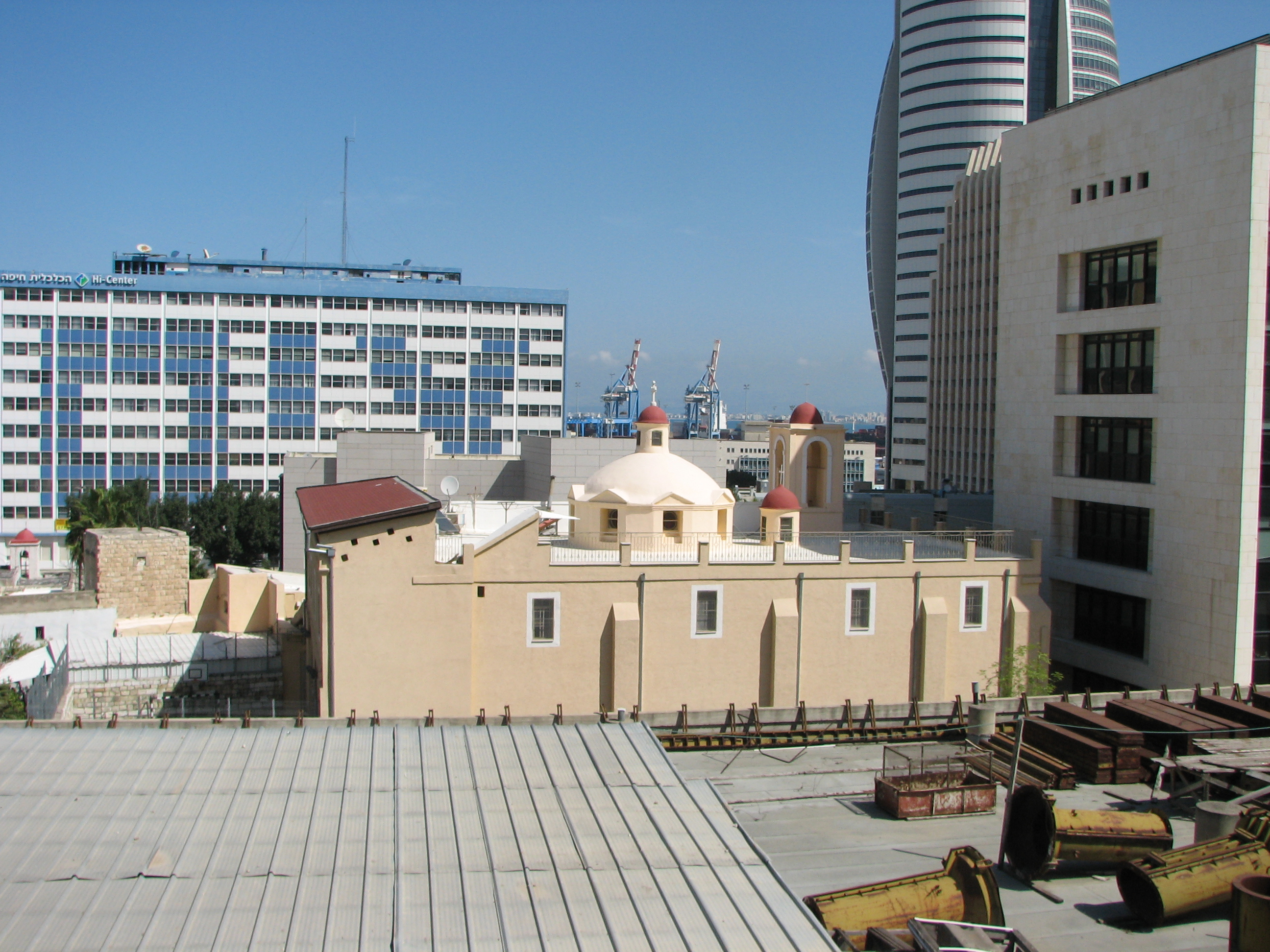
Haifa
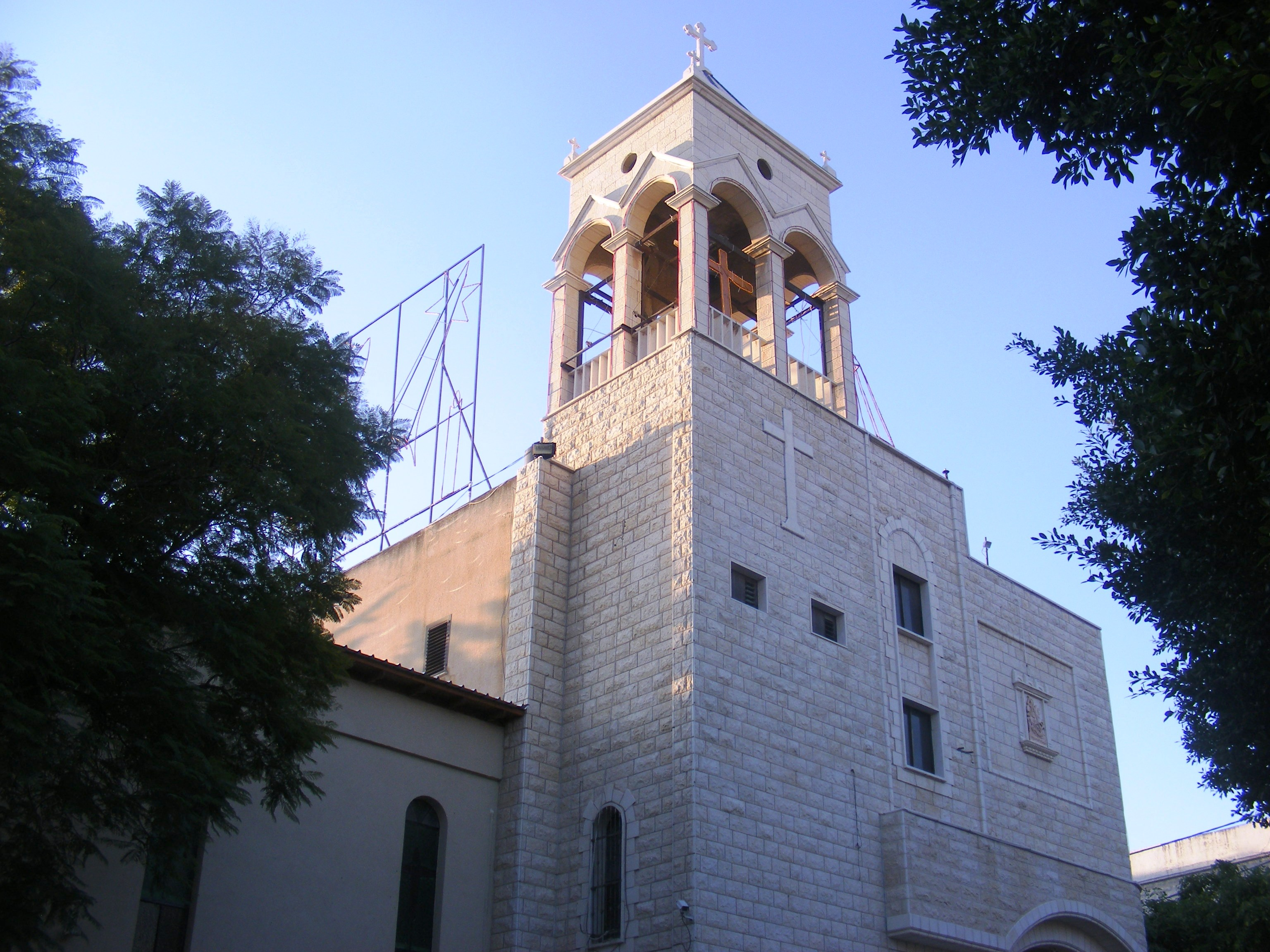
Maghar
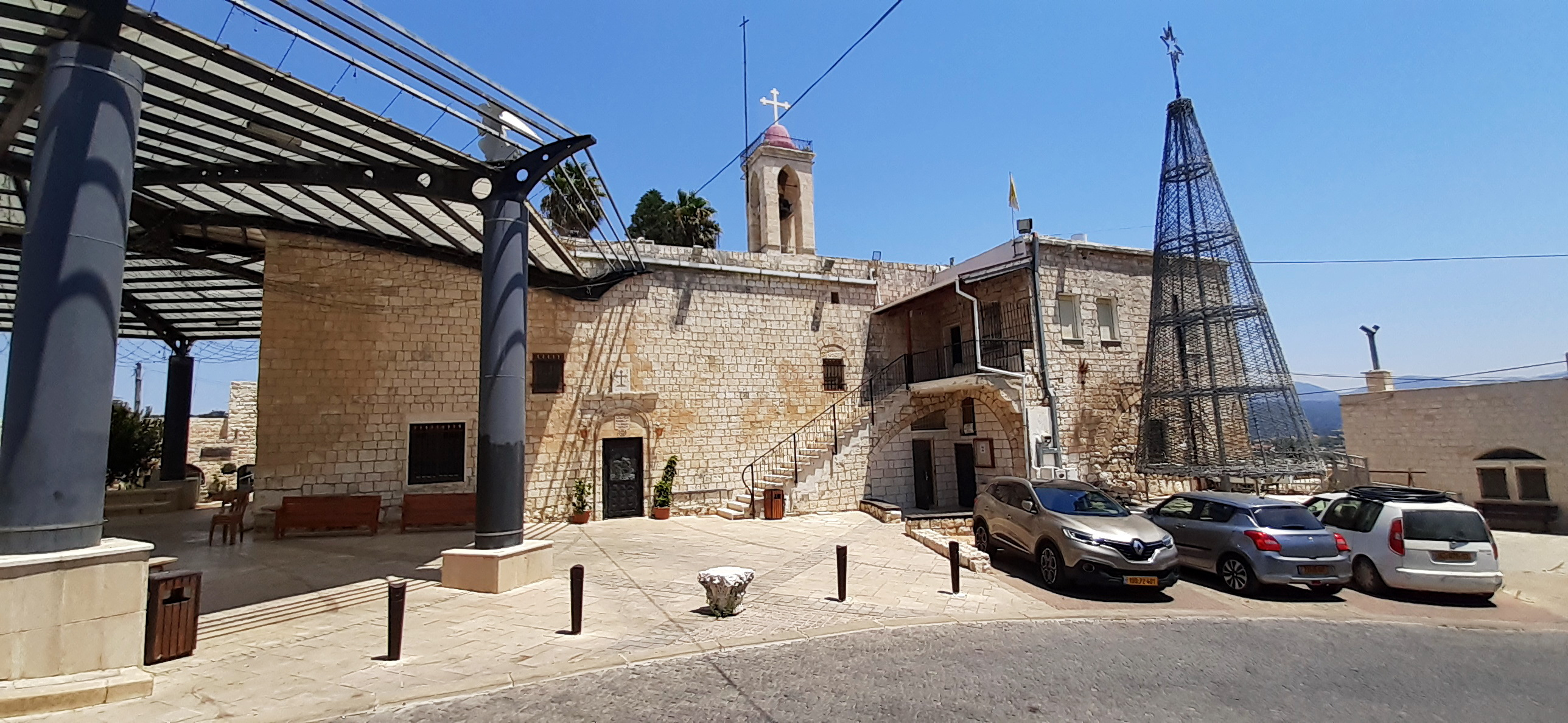
Mi'ilja
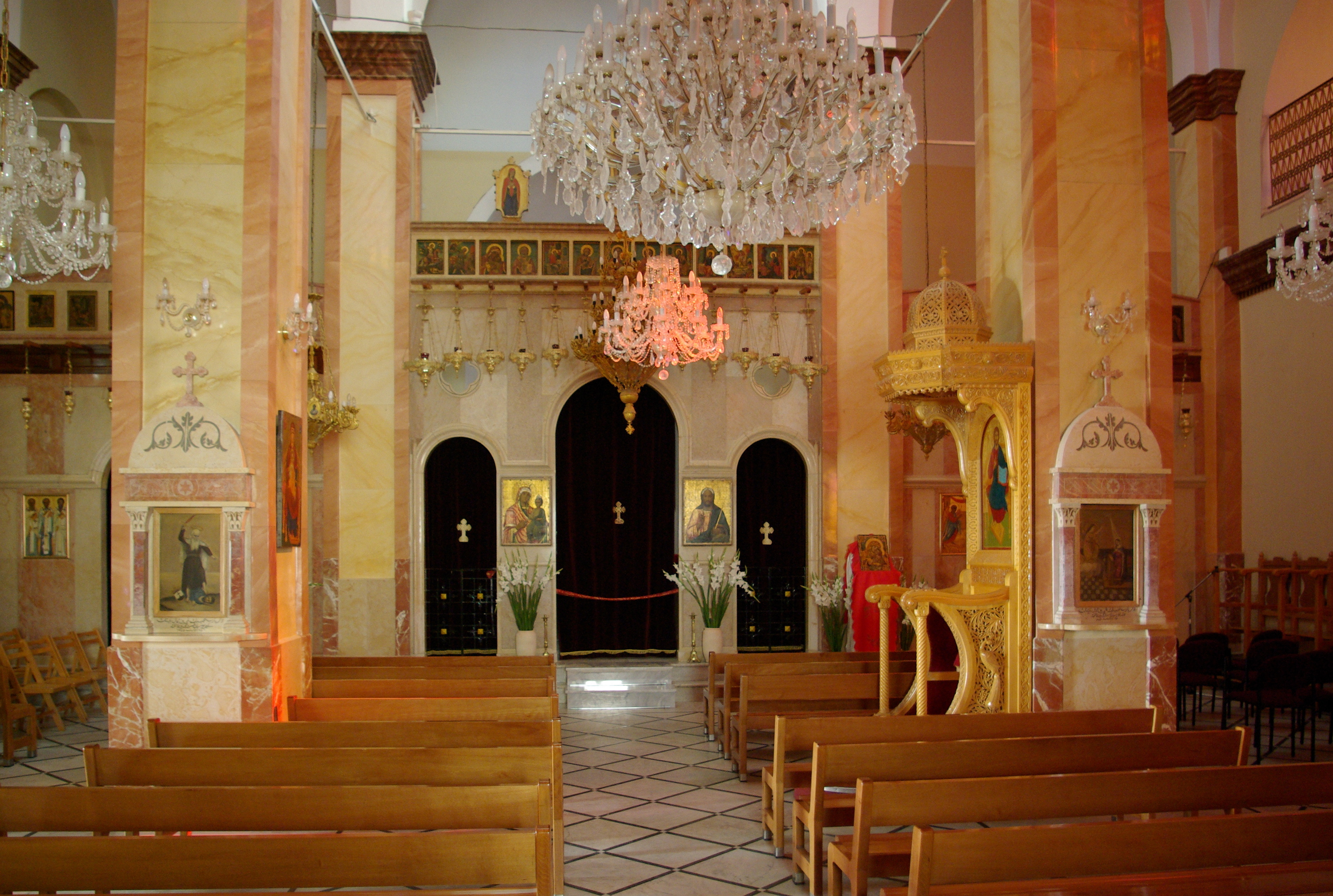
Nazaret
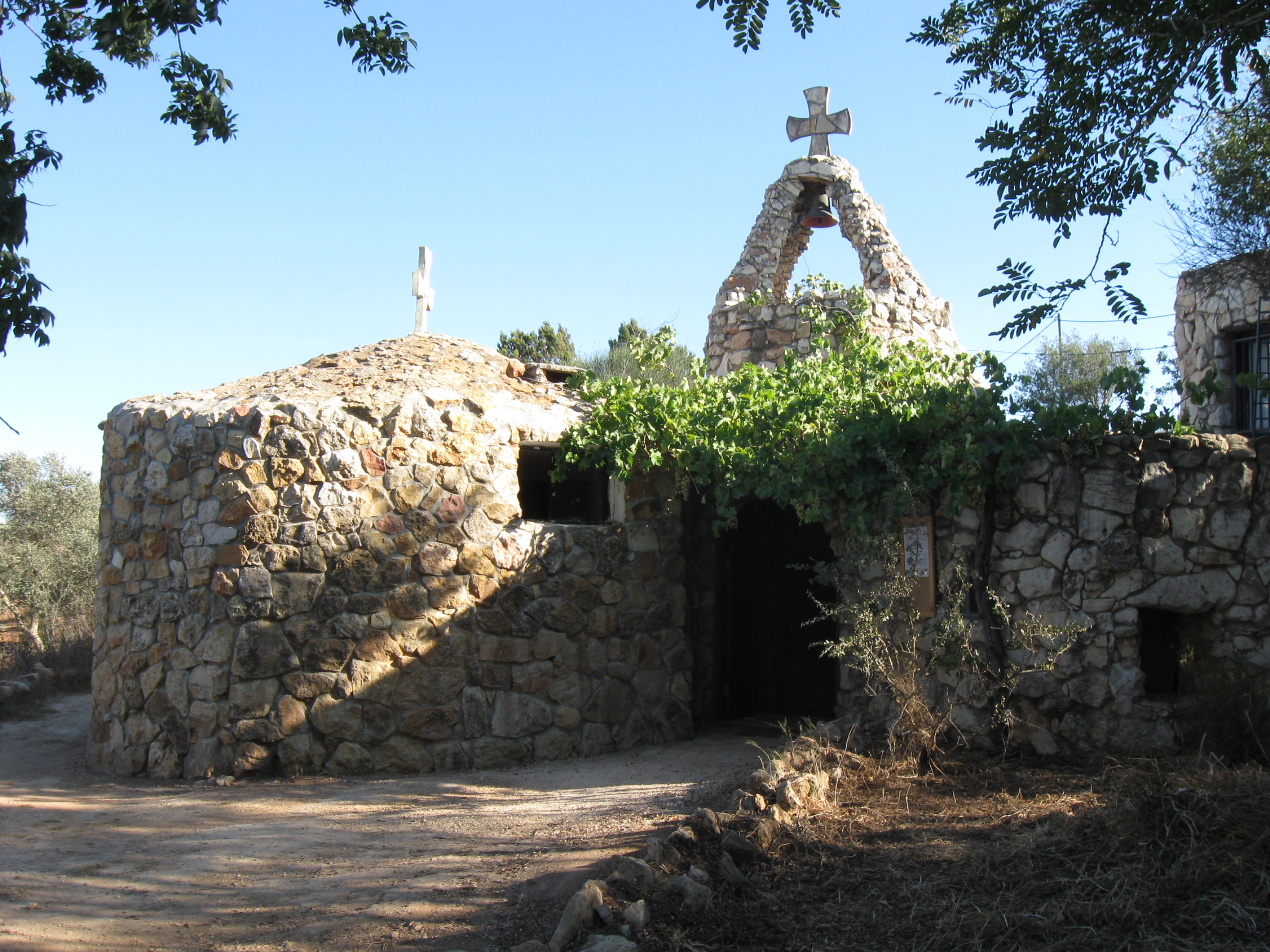
Netofa
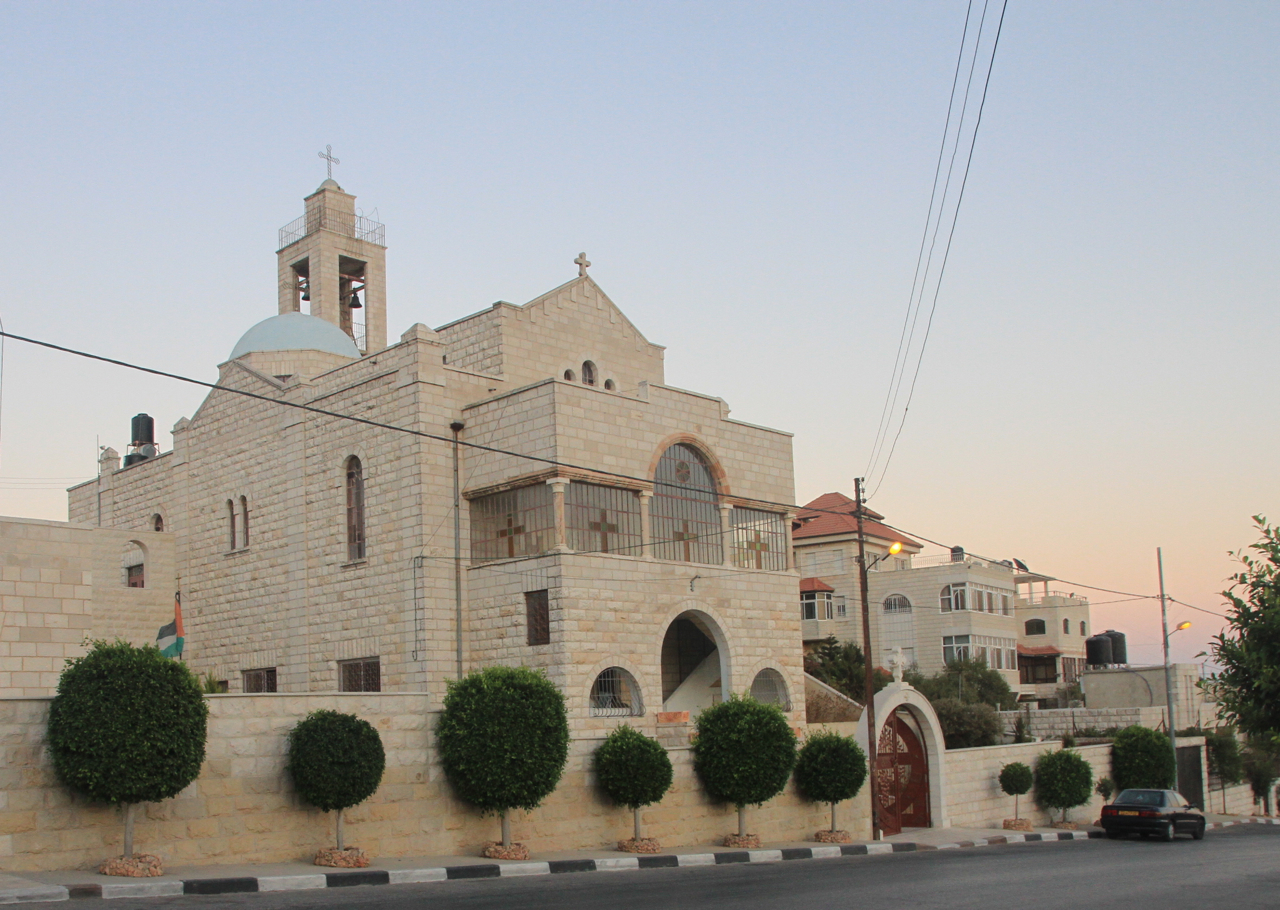
Taibech
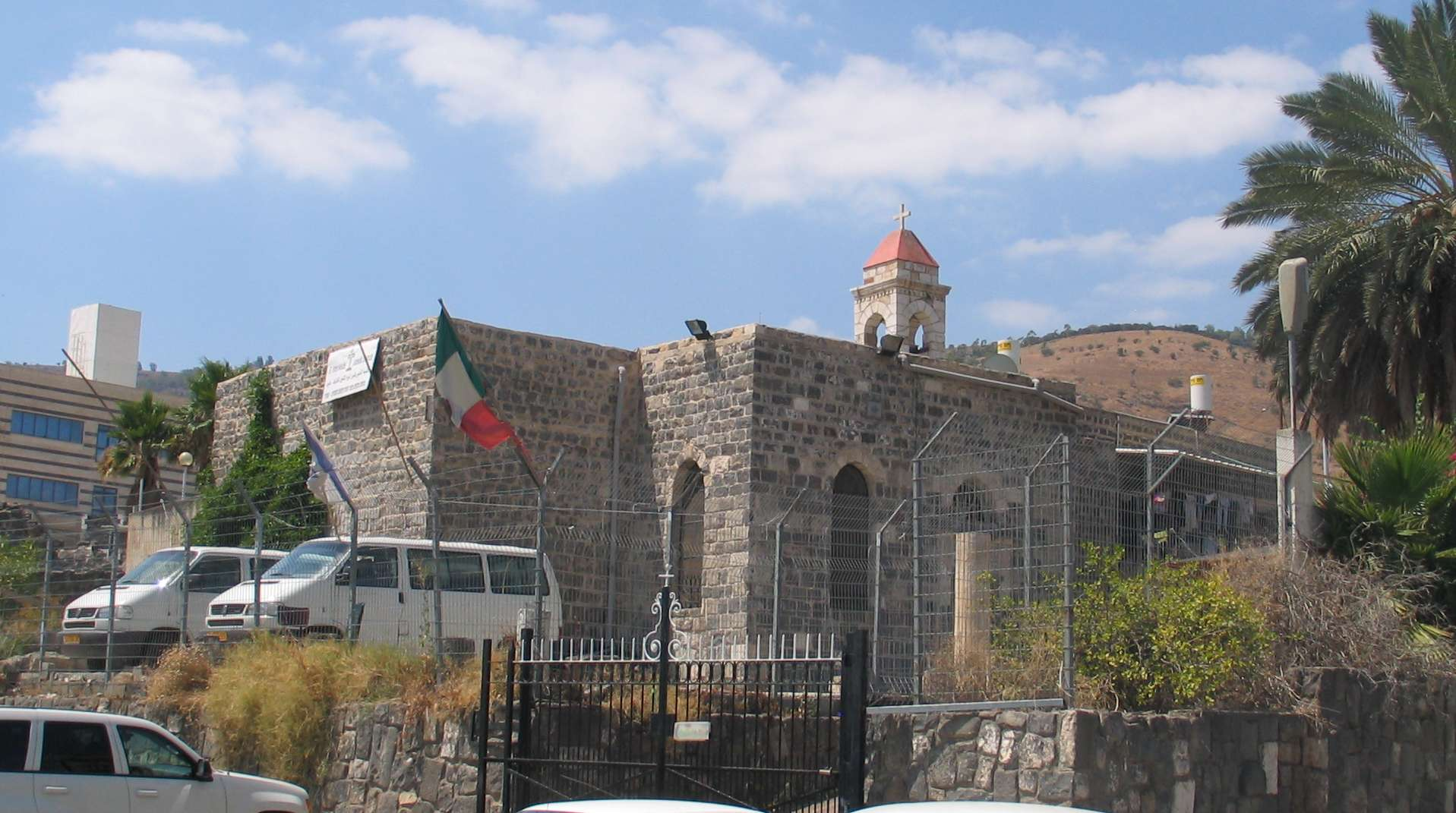
Tiberias